# صفحة هبوط
يشير مصطلح صفحة الهبوط (بالإنجليزية: Landing page) في التسويق الإلكتروني إلى صفحة الإنترنت التي يصل إليها العميل بعد ضغطه على رابط تشعبي إعلاني على الإنترنت، وتتضمن عادةً تفاصيل السلعة أو الخدمة المعلن عنها.
تستثمر صفحات الهبوط غالبًا في شبكات الإعلام الاجتماعي والبريد الإلكتروني ومحركات البحث من خلال نشر روابط الهبوط فيها بغية استقطاب الزوار مباشرة إلى المبيعات أو الخدمات التي تقدمها المؤسسة صاحبة الموقع.
يمكن أن تنطوي صفحة الهبوط على نصوص وصور ورسومات ولقطات فيديو، أو من أي منها فقط، وتعد بذلك صفحة إعلانية تفاعلية، كما يمكن أن تتضمن نموذجًا يطلب من الزائر تقديم بعض المعلومات -مثل بريده الإلكتروني- بغرض إضافته إلى القائمة البريدية للمؤسسة صاحبة الموقع وتاليًا اعتباره عميًلا مستهدفًا.
ومع تطور دراسات وأدوات التسويق الإلكتروني، باتت صفحة الهبوط تكتسب المزيد من الخبرات لتحقيق أفضل الأهداف من ورائها، ومن أمثلة ذلك الاقتراحات حول تصميمها ومحتوياتها، وطرق ومواقع طرح روابطها، والعدادات الإلكترونية المستخدمة لإحصاء عدد ونوعية زائريها وتفاعلهم معها، إضافة إلى المساحات الأكثر استقطابًا لعين الزائر ضمن صفحة الهبوط الواحدة والتي تستخلصها دراسات علمية تعتمد التتبع الحراري لحركة العين قبالة الشاشة.

## أنواع صفحات الهبوط
مع التطور السريع في استخدام صفحات الهبوط كإحدى الطرق والتقنيات في التسويق الإلكترونى، تنوعت الرؤى واختلفت الإستخدامات لها

### أمثلة على أنواع صفحات الهبوط
- صفحات المُنتج الواحد .
- صفحات جمع البيانات .
- صفحات البيع المُباشر .
- صفحات لتسويق منتجات بالعمولة مثال نظام الأفلييت .
- صفحات القوائم البريدية (لجمع أكبر قدر من إيميلات العملاء)
- صفحات تستهدف محركات البحث